# Coup de torchon
Coup de torchon är en fransk dramakomedi från 1981 i regi av Bertrand Tavernier.
Filmen är baserad på Jim Thompsons roman Pop. 1280. Den var Frankrikes bidrag till Oscar för bästa internationella långfilm 1983.

## Handling
Lucien Cordier är ensam polis i en liten by i Franska Västafrika. Han väljer att titta åt andra hållet och förödmjukas av alla, inklusive sin fru. Men en dag får han nog.

## Rollista i urval
- Philippe Noiret - Lucien Cordier
- Stéphane Audran - Huguette Cordier
- Isabelle Huppert - Rose
- Jean-Pierre Marielle - Le Peron
- Eddy Mitchell - Nono
- Guy Marchand - Marcel Chavasson
- Irène Skobline - Anne, lärarinna
- Michel Beaune - Vanderbrouck
- Jean Champion - prästen